# Kiriłł Jewstigniejew
Kiriłł Aleksiejewicz Jewstigniejew (ros. Кирилл Алексеевич Евстигнеев; ur. 4 lutego?/17 lutego 1917 w osadzie Chochły w guberni orenburskiej, zm. 29 sierpnia 1996 w Moskwie) – radziecki dowódca wojskowy, generał major lotnictwa, as myśliwski II wojny światowej, dwukrotny Bohater Związku Radzieckiego (1944, 1945).

## Życiorys
Z pochodzenia Rosjanin, urodził się w rodzinie chłopskiej. Ukończył siedmioklasową szkołę podstawową, a następnie rozpoczął naukę i pracę w charakterze ślusarza w Czelabińskich Zakładach Traktorów w 1936. 
W 1938 powołany do Armii Czerwonej i skierowany do Szkoły Pilotów w Bijsku. Po ukończeniu w 1941 szkoły pilotów, pozostał w szkole jako pilot instruktora i funkcję tę pełnił do lutego 1943. 
Od marca 1943 skierowany na front II wojny światowej, rozpoczął loty bojowe jako pilot myśliwski w 240. pułku lotnictwa myśliwskiego. Pierwsze zwycięstwo powietrzne odniósł w dniu 7 lipca 1943 w czasie walk w trakcie bitwy na łuku kurskim. W sierpniu 1943 został dowódcą eskadry w 240 pułku myśliwskim. Następnie brał udział w walkach powietrznych nad Dnieprem. 
W dniu 2 sierpnia 1944 otrzymał tytuł Bohatera Związku Radzieckiego za bohaterstwo wykazane w trakcie walk na łuku kurskim i nad Dnieprem. Do tego momentu wykonał on wtedy 144 lotów bojowych, w trakcie których zestrzelił 23 samoloty przeciwnika indywidualnie i 3 w walkach zespołowych. 
W listopadzie 1944 został dowódcą eskadry w 178. gwardyjskiego pułku lotnictwa myśliwskiego, w tymże pułku służył do zakończenia II wojny światowej, m.in. biorąc udział w walkach powietrznych w rejonie Berlina. W dniu 23 lutego 1945 po raz drugi otrzymał tytuł Bohatera Związku Radzieckiego. W trakcie II wojny światowej wykonał 300 lotów bojowych, uczestniczył w 120 walkach powietrznych odnosząc 53 zwycięstwa indywidualnie i 3 w walkach grupowych. 
W 1949 ukończył kurs taktyki lotniczej, w 1955 Wojskową Akademię Lotniczą a w 1960 Akademię Sztabu Generalnego. W 1966 awansowany do stopnia generała-majora lotnictwa. W tym czasie pełnił szereg funkcji dowódczych i sztabowych w siłach powietrznych ZSRR. W październiku 1972 przeniesiony do rezerwy. 
Zamieszkał w Moskwie, gdzie zmarł w 1996. Pochowany na Cmentarzu Kuncewskim.

## Odznaczenia
- Bohater Związku Radzieckiego (dwukrotnie) (1944, 1945)
- Order Lenina (dwukrotnie)
- Order Czerwonego Sztandaru (czterokrotnie)
- Order Suworowa kl. III
- Order Wojny Ojczyźnianej I klasy
- Order Wojny Ojczyźnianej II klasy
- Order Czerwonej Gwiazdy